# 매홀초등학교
매홀초등학교는 대한민국 경기도 오산시에 있는 공립 초등학교이다.

## 학교 연혁
- 1992. 07. 01. 궐동국민학교 설립인가
- 1993. 05. 01. 10학급 편성(330명) 개교
- 1994. 02. 28. 매홀국민학교 교명 변경
- 1995. 03. 04. 매홀국민학교병설유치원 2학급개원
- 1996. 03. 01. 매홀초등학교로 교명 변경
- 1998. 09. 01. 삼미분교장 편입
- 2007. 11. 19. 인조잔디 운동장 개장
- 2012. 02. 15. 제 19회 졸업식(111명, 누계 2,648명)
- 2012. 03. 01. 본교 18학급(495명),삼미분교 4학급(23명), 본교유치원 2학급, 삼미유치원 1학급 편성
- 2012. 09. 01. 제8대 임순옥 교장 취임
- 2013. 02. 19. 제20회 졸업식(110명, 누계 2,758명)
- 2013. 03. 01. 본교 16학급(435명), 삼미분교 4학급(31명), 본교유치원 2학급, 삼미유치원 1학급 편성
- 2014. 02. 14 제 21회 졸업식(62명, 누계 2,820명)
- 2014. 03. 01 본교 16학급(420명), 삼미분교 5학급(39명), 본교 유치원 2학급, 삼미유치원 1학급 편성
- 2015. 02. 12 제 22회 졸업식(94명, 누계 2,914명)
- 2015. 03. 01 본교 16학급(395명), 삼미분교 5학급, 본교 유치원 2학급, 삼미유치원 1학급 편성

## 참고 자료
- 매홀초등학교 - 한국교육학술정보원 학교알리미